# Livoneca guianensis
Livoneca guianensis är en kräftdjursart som beskrevs av Van Name 1925. Livoneca guianensis ingår i släktet Livoneca och familjen Cymothoidae. Inga underarter finns listade i Catalogue of Life.